# Pafnucio Santo
Pafnucio Santo és una pel·lícula mexicana del 1977 dirigida per Rafael Corkidi. La pel·lícula fou seleccionada per representar Mèxic a l'Oscar a la millor pel·lícula de parla no anglesa als Premis Oscar de 1977, però finalment no fou nominada.

## Argument
Pafnucio Santo baixa a la terra per a trobar a la parella ideal que pugui fecundar al nou messies; entre els personatges amb els quals es troba estan Hernán Cortés, la Malinche, Emiliano Zapata (interpretat per Gina Morett), Patricia Hearst, entre d'altres.

## Repartiment
- Juan Barrón - Adam / Jesucrist / revolucionari
- Pablo Corkidi - Pafnucio
- Susana Kamini - Patricia Hearst
- Gina Morett - dimoni / xina poblana / Emiliano Zapata
- Elpidia Carrillo (acreditada com "Piya") - Malinche
- Jorge Humberto Robles - Hernán Cortés / missatger / jutge / Romeu / revolucionari
- Sebastián - voceador
- José Luis Urquieta - soldat
- María de la Luz Zendejas - Frida Kahlo / Sor Juana Inés de la Cruz / Capitán